# Tottenham Court Road Station
Tottenham Court Road Station er en London Underground-station i det centrale London. Det er en skiftestation mellem Central line og Charing Cross-grenen på Northern line.
På Central line er den mellem Oxford Circus og Holborn, og på Northern line er den mellem Leicester Square og Goodge Street. Statioen er beliggende på St Giles Circus, krydset mellem Tottenham Court Road, Oxford Street, New Oxford Street og Charing Cross Road, og er i takstzone 1.

## Historie

### Central London Railway
Stationen åbnede som en del af Central London Railway (CLR) den 30. juli 1900. Herfra og frem til 24. september 1933, var den næste station mod øst på Central line den nu lukkede British Museum; nu er det næste stop i den retning Holborn. Perronerne er under Oxford Street vest for St Giles Circus, og var oprindeligt forbundet til billethallen via elevatorer i perronernes østlige ende. Den oprindelige stationsbygning er på Oxford Street og var designet sammen med de andre CLR-stationer af Harry Bell Measures. Selvom den har gennemgået mange ændringer, er den stadig en del af stationens indgang, og nogle elementer af den oprindelige facade over udhænget har overlevet. Bortset fra nogle enkelte oprindelige elementer, blev stationsbygningen revet ned sammen med en række andre elegante, gamle bygninger i 2009.

### Charing Cross, Euston & Hampstead Railway
Charing Cross, Euston & Hampstead Railway (CCE&HR, nu en del af Northern line) åbnede en station her den 22. juni 1907, men benyttede Oxford Street indtil en forbindelsestunnel (der forbinder Central lines østgående perron med Northern lines sydgående via perronernes ender) blev åbnet den 3. september 1908, hvorfra begge baner begyndte at bruge det nuværende navn. Den næste station mod nord på Northern line hed oprindelige "Tottenham Court Road", men blev omdøbt til Goodge Street på dette tidspunkt.
Det oprindelige billetkontor var på det sydøstlige hjørne af krydset mellem Oxford Street og Charing Cross Road, og bygningens oprindelige elevatorskakte og nødtrapper er stadig intakte. Nødtrapperne bliver ofte benyttes som nedgang til Northern line-perronerne, da rulletrapperne ikke kan håndtere stationens mange passagerer. Elevatorskakterne benyttes til kontor- og stationsfaciliteter. Den oprindelige CCE&HR-stationsbygning blev fjernet, da Centre Point-tårnet blev bygget.

### Forbedringer
Som mange andre stationer i det centrale område har Tottenham Court Road gennemgået forbedringer i begyndelsen af 1930'erne, hvor de oprindelige elevatorer blev erstattet af rulletrapper. En skakt med tre rulletrapper blev ført ned fra billethallen under krydset til Central line-perronernes østlige ende, hvor den endte i et mellemliggende cirkulationsrum. Endnu et sæt rulletrapper blev ført fra dette niveau til Northern line-perronernes nordlige ende. Elevatorerne blev fjernet og de overflødige skakter blev benyttet som ventilationskanaler. I 1938 blev et køleanlæg installeret på stationen. Det blev lukket i 1949.
Passagertrængslen ind og ud af Northern line-perronerne blev lettet en smule af tilføjelsen af en enkelt kort rulletrappe fra midten af perronen og op til en gangtunnel til det mellemliggende cirkulationsområde. Dette har dog også skabt anden trængsel, da personer, der vil forlade stationen fra Northern line, skal krydse personer på vej ned til Central line.
I 1984 blev hele stationen istandsat, hvor den karakteristiske Leslie Green-designede perronmosaik i Yerkes' dybtliggende tunneller (heriblandt CCE&HR) og de hvide fliser på CLR-perronerne blev fjernet. 1980'er-designet indebærer paneler med vægmosaiker af Eduardo Paolozzi (hvis underskrift findes flere steder på stationen), og er et af stationens bemærkelsesværdige kendetegn. Mosaikens vilde design skal reflektere stationens position ved siden af Tottenham Court Road, med mange hi-fi- og elektronikbutikker.

## Igangværende aktivitet

### Lettelse af trængsel
Stationen havde fire indgange til cut-and-cover-billethallen fra krydsets nordøstlige, sydvestlige og nordvestlige hjørner og fra en gangtunnel under Centrepoint-bygningen, der begynder på Andrew Borde Street. Indgangene blev ofte overbelastede, hvilket gjorde at de af og til i myldretiderne blev kortvarigt lukket for at forhindre stationen i at blive overfyldt.
For at fjerne denne trængsel ombygger Transport for London store dele af stationen. Dette involverer byggeriet af et meget større billetkontor under Centre Points forgård, nye rulletrapper til den centrale del af Northern line-perronerne fra billetkontoret og trin-fri adgang til perronerne. Gangtunnellen til Andrew Borde Street er også blevet udskiftet.
Fra 2. april 2011 til 28. november 2011 var Northern line-perronerne lukket og Northern line-tog kørte gennem stationen uden stop.

### Crossrail
Det oprindelige billetkontors bliver forstørret mod vest, for at få rulletrapper ned til Crossrail. For at gøre plads til dette, er Astoria-teatret revet ned, og ligeledes vil den oprindelige Central line-indgang.
Som en del af Crossrail-projektet bliver der ligeledes bygget en ny vest-indgang og en billethal bygges under Dean Street, hvilket vil føre til både Crossrails perroner og ttil de parallelle Central line-perroner.

#### Konstruktionsgalleri
- September 2009
- September 2009
- Juni 2010
- Juni 2010

## Fremtid

### Chelsea-Hackney line (Crossrail 2)
Hvis den foreslåede Chelsea-Hackney line bliver anlagt, vil den få station på Tottenham Court Road, og udviklingsplanerne indeholder faciliteter til dette. Dette er den eneste planlagte skiftemulighed mellem Crossrail 1 og Crossrail 2. Der vil være behov for et boost i kapaciteten på den eksisterende station, hvis den skal kunne håndtere begge baner. Stationen har været fastlagt som en del af linjeføringen i 1991 og 2007. En ombygning af stationen vil skulle skabe plads til den nye banes perroner.

## I populærkulturen
- Stationen benyttes i en scene i filmen En amerikansk varulv i London fra 1981.[9]
- En scene i musicallen We Will Rock You foregår på stationen. Musicallen spilles i øjeblikket op den anden side af gaden på Dominion Theatre.[10]
- Scener fra videoklippet for Darren Hayes' single Pop!ular fra 2002 blev optaget på stationen.

## Galleri
- Vestgående Central line-perron, set mod øst
- Nordgående Northern line-perron, set mod nord
- Mosaikudsmykning af Sir Eduardo Paolozzi på nordgående Northern line-perron
- Rondel på nordgående Northern line-perron

## Transportforbindelser
London buslinjer 1, 7, 8, 10, 14, 19, 24, 25, 29, 38, 55, 73, 98, 134, 176, 242, 390 og natlinjer N1, N7, N8, N19, N20, N29, N35, N38, N41, N55, N68, N73, N98, N171, N253 og N279.